# العلاقات الصينية المكسيكية
العلاقات الصينية المكسيكية هي العلاقات الثنائية التي تجمع بين الصين والمكسيك.

## مقارنة بين البلدين
هذه مقارنة عامة ومرجعية للدولتين:
| وجه المقارنة                                              | الصين                    | المكسيك                                                                               |
| --------------------------------------------------------- | ------------------------ | ------------------------------------------------------------------------------------- |
| المساحة (كم2)                                             | 9.60 مليون               | 1.97 مليون                                                                            |
| عدد السكان (نسمة)                                         | 1.33 مليار               | 130.53 مليون                                                                          |
| الكثافة السكانية (ن./كم²)                                 | 138.54                   | 66.26                                                                                 |
| العاصمة                                                   | بكين                     | مدينة مكسيكو                                                                          |
| اللغة الرسمية                                             | اللغة الصينية القياسية   | اللغة الإسبانية                                                                       |
| العملة                                                    | رنمينبي                  | بيزو مكسيكي                                                                           |
| الناتج المحلي الإجمالي (بليون دولار)                      | 12.24 تريليون            | 1.15 تريليون                                                                          |
| الناتج المحلي الإجمالي (تعادل القوة الشرائية) بليون دولار | 19.82 تريليون            | 2.16 تريليون                                                                          |
| الناتج المحلي الإجمالي الاسمي للفرد دولار أمريكي          | 8.03 ألف                 | 9.01 ألف                                                                              |
| الناتج المحلي الإجمالي للفرد دولار أمريكي                 | 13.21 ألف                | 17.32 ألف                                                                             |
| مؤشر التنمية البشرية                                      | 0.728                    | 0.756                                                                                 |
| رمز المكالمات الدولي                                      | +86                      | +52                                                                                   |
| رمز الإنترنت                                              | .cn، .中国 ‏، .中國 ‏      | .mx                                                                                   |
| المنطقة الزمنية                                           | توقيت الصين، ت ع م+08:00 | منطقة زمنية وسطى، المنطقة الزمنية الجبلية، زمن منطقة المحيط الهادئ، منطقة زمنية شرقية |

## مدن متوأمة
في ما يلي قائمة باتفاقيات التوأمة بين مدن صينية ومكسيكية:
- ترتبط سانيا مع كانكون باتفاقية توأمة.
- ترتبط شنيانغ مع مونتيري باتفاقية توأمة.
- ترتبط تشانغتشون مع تيخوانا باتفاقية توأمة منذ 10 نوفمبر 1981.[12][13][14][15]
- ترتبط هايكو مع كانكون باتفاقية توأمة منذ 25 يوليو 2007.[16][16][16][16]
- ترتبط تشونغتشينغ مع ولاية نويفو ليون باتفاقية توأمة منذ 2004.
- ترتبط بكين مع مدينة مكسيكو باتفاقية توأمة منذ 14 مارس 1979.
- ترتبط شاوكسينج مع Metepec, State of Mexico [الإنجليزية]‏ باتفاقية توأمة منذ 1 يوليو 1990.
- ترتبط زونغشان مع كولياكان باتفاقية توأمة منذ 2007.
- ترتبط سوجو مع ليون باتفاقية توأمة منذ 14 يونيو 2005.
- ترتبط شانغهاي مع ولاية خاليسكو باتفاقية توأمة منذ 2004.[17][17][17][17]
- ترتبط شنجن مع Metepec, State of Mexico [الإنجليزية]‏ باتفاقية توأمة منذ 1997.
- ترتبط هانغتشو مع Benito Juárez Municipality, Quintana Roo [الإنجليزية]‏ باتفاقية توأمة منذ 2009.
- ترتبط بانجين مع تيخوانا باتفاقية توأمة.

## منظمات دولية مشتركة
يشترك البلدان في عضوية مجموعة من المنظمات الدولية، منها:
| علم المنظمة | اسم المنظمة                                      | تاريخ انضمام الصين | تاريخ انضمام المكسيك |
| ----------- | ------------------------------------------------ | ------------------ | -------------------- |
|             | وكالة ضمان الاستثمار متعدد الأطراف               | 30 أبريل 1988      | 1 يوليو 2009         |
|             | الأمم المتحدة                                    | 25 أكتوبر 1971     | 7 نوفمبر 1945        |
|             | الفريق المعني برصد الأرض                         | ?                  | ?                    |
|             | مجموعة العشرين                                   | ?                  | ?                    |
|             | منظمة حظر الأسلحة الكيميائية                     | ?                  | ?                    |
|             | منظمة التجارة العالمية                           | 11 ديسمبر 2001     | 1995                 |
|             | منظمة الشرطة الجنائية الدولية                    | ?                  | ?                    |
|             | مؤسسة التنمية الدولية                            | 24 سبتمبر 1960     | 24 أبريل 1961        |
|             | يونسكو                                           | 4 نوفمبر 1946      | 4 نوفمبر 1946        |
|             | الاتحاد البريدي العالمي                          | ?                  | ?                    |
|             | البنك الدولي للإنشاء والتعمير                    | 27 ديسمبر 1945     | 31 ديسمبر 1945       |
|             | المنظمة الهيدروغرافية الدولية                    | ?                  | ?                    |
|             | بنك التنمية الكاريبي ‏                            | ?                  | ?                    |
|             | الاتحاد الدولي للاتصالات                         | 1 سبتمبر 1920      | 1 يوليو 1908         |
|             | مؤسسة التمويل الدولية                            | 15 يناير 1969      | 20 يوليو 1956        |
|             | مجموعة الموردين النوويين                         | ?                  | ?                    |
|             | منتدى التعاون الاقتصادي لدول آسيا والمحيط الهادئ | 2 أكتوبر 1991      | 17 نوفمبر 1993       |

## أعلام
هذه قائمة لبعض الشخصيات التي تربطها علاقات بالبلدين:
- بروس تشونغ (مصوّر سينمائي كندي، 6 فبراير 1963 – )
- خيسوس تشونغ (ملاكم مكسيكي، 7 يناير 1965 – )
- لين ماي (ممثلة مكسيكية، 12 ديسمبر 1952 – )
- هيلين بيكهام (رسامة مكسيكية، 9 يونيو 1935 – )

## وصلات خارجية
- موقع وزارة الخارجية الصينية
- موقع وزارة الخارجية المكسيكية